# Anil Ambani
Anil Dhirubhai Ambani (4 de junho de 1959) é um empresário indiano. Ele foi presidente do Reliance ADA Group, criado em julho de 2006 após uma fusão do  Reliance Group com a Reliance Industries Limited. Ele lidera várias empresas, incluindo Reliance Capital, Reliance Infrastructure, Reliance Power e Reliance Communications.
Ambani foi eleito para o Rajya Sabha, a câmara alta do Parlamento da Índia, entre 2004 e 2006. Ele, que já foi a sexta pessoa mais rica do mundo, declarou perante um tribunal do Reino Unido em fevereiro de 2020 que seu patrimônio líquido é zero e que está falido, embora a veracidade dessa afirmação esteja em questão.

## Infância e educação
Anil Ambani pertence à comunidade gujarati.  Ele é filho do fundador da Reliance Industries, Dhirubhai Ambani, e sua esposa Kokilaben. Ambani é o irmão mais novo do também empresário Mukesh Ambani e tem outras duas irmãs, Nina Ambani Kothari e Dipti Ambani Salgaocar. Ele obteve seu bacharelado na Kishinchand Chellaram College e recebeu um mestrado em administração de empresas pela Wharton School da Universidade da Pensilvânia em 1983.

## Carreira
O seu pai, Dhirubhai Ambani, morreu em 2002 sem deixar um plano de sucessão claro. Depois de discussões entre Anil e seu irmão Mukesh, sua mãe dividiu os negócios da família entre os dois irmãos. Anil recebeu empresas do Reliance Group com foco em telecomunicações, serviços financeiros, energia e infraestrutura. Em 2005, Ambani estreou na indústria do entretenimento com a aquisição de uma participação majoritária na Adlabs Films, uma empresa com foco na produção e exibição de filmes. A empresa foi renomeada como Reliance MediaWorks em 2009.
Em 2008, uma joint venture no valor de US$ 1,2 bilhão com a produtora de Steven Spielberg, DreamWorks Pictures, elevou a empresa de entretenimento de Ambani ao nível global. Ela contribuiu para a produção de vários filmes de Spielberg, incluindo o vencedor do Oscar, Lincoln de 2012. No mesmo ano, ele foi creditado pela ágil venda de ações da Reliance Power, realizada em menos de 60 segundos, a mais rápida na história dos mercados de capitais indianos até hoje.
Desde 2019, Anil ganhou notoriedade pela destruição rápida de seu patrimônio, com o valor de mercado de suas empresas caindo 90% desde a formação do Reliance ADA Group. No início do ano, um tribunal de Mumbai o condenou por não pagamento de dívida da Reliance Communications à fabricante de engrenagens sueca Ericsson. Em vez de prisão, o tribunal deu-lhe um mês para conseguir o valor. No final do mês, Ambani foi ajudado por seu irmão mais velho, Mukesh Ambani.
Em fevereiro de 2020, Anil travou uma batalha judicial com três bancos chineses. Ele foi condenado a pagar US$ 100 milhões por um tribunal britânico, o que o levou a declarar que seu patrimônio líquido é atualmente zero. Até 2022, a disputa ainda continuava. Apesar de suas declarações, em outubro de 2021 foi citado por jornalistas da Pandora Papers. A investigação aponta uso de offshore.

## Vida pessoal
Ambani é casado com a atriz indiana Tina Munim e possui dois filhos, Jai Anmol Ambani e Jai Anshul Ambani. Segundo a revista Forbes, em 2008 o patrimônio de Anil era estimado em 42 bilhões de dólares, tornando-o a 6.ª pessoa mais rica do mundo e a segunda mais rica do continente asiático. No entanto, sua fortuna caiu vertiginosamente. Em 2016, a revista estimava US$ 3,3 bilhões e, em 2019, em torno de US$ 1 bilhão.
Em 2018, o principal partido de oposição da Índia, o Congresso Nacional Indiano, acusou o primeiro-ministro Narendra Modi de favorecer a empresa de Anil na compra de peças para aviões de combate da Hindustan Aeronautics, uma empresa do setor público, no valor de 58.000 crore (equivalente a ₹ 660 bilhões ou US$ 8,3 bilhões em 2020). A empresa francesa Dassault também competia pela venda. Ambani, cujas várias empresas estão endividadas, negou todas as acusações.
Em uma controvérsia possivelmente relacionada, um de seus negócios financiou parcialmente um filme francês no qual a então parceira do ex-presidente francês François Hollande atuou na mesma época em que o acordo da aeronave estava sendo negociado.

## Prêmios e reconhecimentos
- Venceu o Prêmio Empresário do Ano pela revista de negócios da Índia, Business India, dezembro de 1998.[36]
- Eleito Empresário do Ano em uma pesquisa realizada pela The Times of India, dezembro de 2006.[37]
- Eleito Melhor Modelo entre os líderes empresariais em pesquisa realizada pela revista India Today, agosto de 2006.[38]
- Eleito CEO do Ano pelo prêmio S&P Global Platts, em dezembro de 2004.[39]
- Venceu o Prêmio Empreendedor da Década pela Bombay Management Association, outubro de 2002.[40]
- Venceu o Prêmio do Wharton India Economic Forum (WIEF) em reconhecimento ao trabalho da Reliance, em dezembro de 2001.[41]
- Selecionado pela revista Asiaweek para sua lista de Líderes do Milênio em Negócios e Finanças, em junho de 1999.[42]